# Одельберт (архиепископ Милана)
Одельбе́рт (Одельпе́рт; лат. Odelbertus, итал. Odelperto; умер 25 февраля 813 или 814, Милан) — архиепископ Милана (не позднее 806—813/814).

## Биография
Происхождение Одельберта точно не установлено. Уже в юности он стал клириком. Первое упоминание об Одельберте в современных ему документах относится к 777 году, когда он был назван субдиаконом Миланской епархии. В хартии 787 года он упоминался в сане диакона, а 789 года — священника. Не позднее января 806 года Одельберт был избран главой кафедры Милана, став на ней преемником скончавшегося архиепископа Петра I.
Управляя архиепархией, Одельберт провёл ряд реформ, значительно повысивших влияние его митрополии. В том числе, ко времени Одельберта относится первое упоминание о существовании в Милане архиепископской канцелярии.
Одельберт покровительствовал базилике Святого Амвросия. В январе 806 года он дал Аригаусу, аббату находившейся здесь монашеской общины, в узуфрукт ораторий Сан-Виченцо в миланском пригороде Прато. В 810 году в базилике был похоронен король Пипин, что положило начало превращению этого храма в усыпальницу королей Италии из династии Каролингов.
В 811 году Миланская архиепархия была упомянута в завещании императора Карла Великого, согласно которому, часть личного имущества монарха после его смерти должна была быть разделена между всеми митрополиями Франкской империи.
Одельберт считался одним из наиболее крупных теологов своего времени. В этом качестве он стал одним из адресатов послания Карла Великого, в котором император просил наиболее выдающихся прелатов своего государства дать разъяснения по вопросам таинства крещения и Символу веры. В ответ Одельберт составил «Книгу о крещении», в которой, опираясь на труды Отцов Церкви, не только осветил все интересовавшие Карла вопросы, но и льстиво провозгласил знания и благочестие правителя Франкского государства превосходящими знания и благочестие императоров Константина Великого, Феодосия II и Юстиниана I.
Точная дата смерти Одельберта неизвестна. Каталоги архиепископов Милана датируют её 25 февраля 813 года, сообщая также, что тело скончавшегося архиепископа было похоронено в базилике Святого Амвросия. Однако некоторые позднесредневековые исторические источники миланского происхождения сообщают, что Одельберт в сентябре 814 года возглавлял коронацию Бернарда как «короля Лангобардии» (лат. rex Langobardum). Местом церемонии возложения на голову нового монарха «железной короны» называют или Милан, или Монцу. Хотя эти сведения не находят подтверждения в современных Одельберту документах, это позволяет историкам считать одной из возможных дат кончины этого архиепископа 25 февраля 814 года.
После смерти Одельберта новым главой Миланской архиепархии стал Ансельм I.